# 34778 Huhunglick
34778 Huhunglick è un asteroide della fascia principale. Scoperto nel 2001, presenta un'orbita caratterizzata da un semiasse maggiore pari a 2,7711072 UA e da un'eccentricità di 0,1427651, inclinata di 5,21660° rispetto all'eclittica.